# Valentin Ceconi & Sohn
Valentin Ceconi & Sohn war eines der größten Bauunternehmen des Alpenraums im ausgehenden 19. und beginnenden 20. Jahrhundert. Es wurde von der aus dem Friaul stammenden Baumeister- und Architektenfamilie Ceconi, die mit ihren Profan- und Sakralbauten das gründerzeitliche Stadtbild der österreichischen Landeshauptstadt Salzburg entscheidend prägte, im Jahr 1863 gegründet und bestand bis 1932.

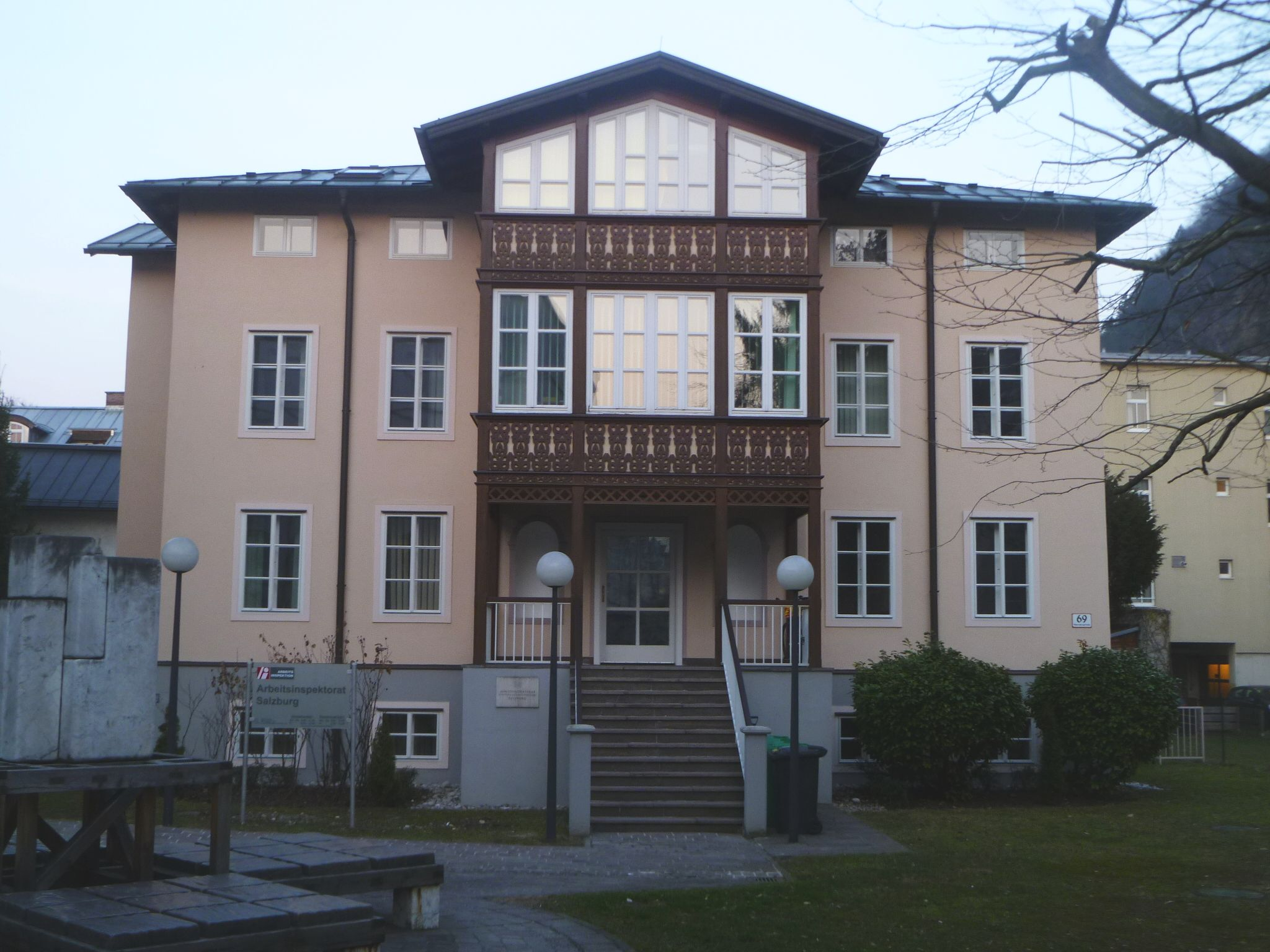
Wohnhaus der Familie Ceconi (Auerspergstraße 69, Salzburg)

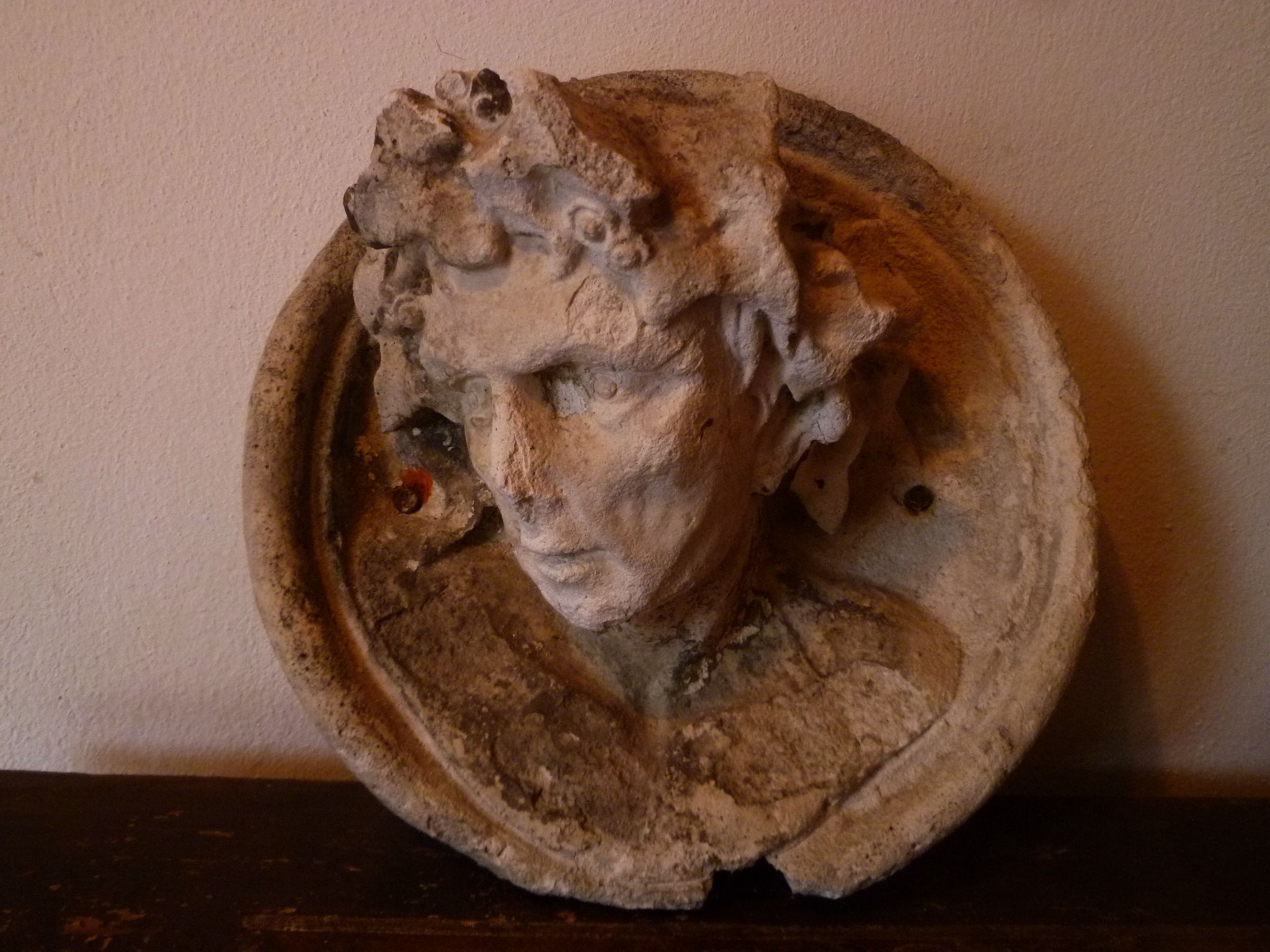
Stuckdetail aus dem Wohnhaus der Familie Ceconi

## Geschichte
Gegründet wurde das Unternehmen von Valentin Ceconi (1823–1888), der sich 1857 als Maurer in der Stadt Salzburg niederließ. Nach dem Tod des Unternehmensgründers übernahm 1888 dessen Sohn Jakob (1857–1922) die Leitung und baute das Bauunternehmen zu einem der größten im Alpenraum aus. Unter seinem Sohn Karl (1884–1946), der das Unternehmen 1922 übernahm, begann, einhergehend mit den Nachkriegswirren, nach dem Ersten Weltkrieg der Niedergang, der schließlich 1932 in der Liquidierung des Unternehmens endete.
Unter den Ceconis entstanden in der Zeit von 1859 bis 1932 allein in der Stadt Salzburg 522 Neubauten, von denen ein Großteil nicht nur baulich ausgeführt, sondern von den Ceconis auch geplant wurde. Viele diese Bauten – Ein- und Mehrfamilienhäuser, öffentliche Bauten, Industriebauten in allen Teilen der Stadt, vor allem in den im Zuge der Stadterweiterung seit 1860 aufstrebenden Stadtteilen Andräviertel, Schallmoos, Elisabeth-Vorstadt, sowie am Gisela-, Elisabeth- und Rudolfskai – prägten entscheidend den architektonischen Charakter Salzburgs und stehen heute unter Denkmalschutz. Außerhalb der Stadt war das Unternehmen im Land Salzburg und im gesamten Alpenraum aktiv.
Zum Unternehmen gehörten ein Konglomeratssteinbruch auf dem Rainberg in der Riedenburg, eine Ziegelei in Hallwang, ein Kalkwerk in Grödig, ein Gipswerk in Scheffau sowie eine Bildhauerwerkstatt und eine Großtischlerei. Durch diese angeschlossenen Betriebe konnte der Großteil der benötigten Baumaterialien selbst hergestellt werden, wodurch das Unternehmen von Zulieferbetrieben unabhängig war. Die Erzeugung von Bauteilen (Kanalröhren, Kamine) in Steinguss – eine Erfindung Jacob Ceconis – machte ihn selbst weithin bekannt und das Bauunternehmen auf Jahre hinaus konkurrenzlos. Um die Wende des 19. zum 20. Jahrhundert beschäftigte das Unternehmen Valentin Ceconi & Sohn weit mehr als 1000 Arbeiter und Angestellte. Im Jahr 1876 war der Bautechniker Josef Hannack Chefingenieur.
Bekannte Baumeister und Architekten, die für das Unternehmen Ceconi tätig waren oder mit ihr zusammenarbeiteten, waren z. B. Karl Pirich, Josef Wessicken, Paul Geppert der Ältere und Angelo Comini. Auch der Zimmerer und Politiker Josef Schöndorfer, der hauptsächlich an Bahnbrücken beteiligt war, arbeitete eng mit dem Unternehmen zusammen.

## Bekannte Bauten im Land Salzburg
Zu den bekanntesten Profanbauten – von denen hier nur einige angeführt werden können – zählen das Grand Hotel de l’Europe (1864), die Hotels Auersperg und Pitter (1888), das Bazargebäude (1881–1882), das Gebäude des Salzburger Marionettentheaters, der Generali-Hof (1893), die Faberhäuser (1875), die Sternbrauerei in der Riedenburg (1898–1907), das Versorgungshaus in Nonntal, Krematorium und Leichenhaus am Salzburger Kommunalfriedhof, die Polizeikaserne, die Infanteriekaserne (1898–1899; heute Doppler-Gymnasium), die Volks- und Bürgerschule St. Andrä und die Volksschulgebäude in Itzling und Mülln, die Schlösser Weitwörth und Grubhof bei Lofer sowie die Villen Ceconi (1870), Schmederer, Baldi (1865), Zwink (1894) in Salzburg und die Villa Mühlberger in Bad Gastein (1876).
An Sakralbauten errichtete das Unternehmen Ceconi unter anderem die Andräkirche in Salzburg (1892–1898), das Kloster St. Joseph, die Kirche von Guggenthal und die St. Antonius-Kirche in Itzling.